# Megaelosia apuana
Megaelosia apuana är en groddjursart som beskrevs av Pombal, Prado och Clarissa Canedo 2003. Megaelosia apuana ingår i släktet Megaelosia och familjen Hylodidae. IUCN kategoriserar arten globalt som otillräckligt studerad. Inga underarter finns listade i Catalogue of Life.